# Swedish Open 2022
Die Swedish Open 2022 im Badminton fanden vom 20. bis zum 23. Januar 2022 in Uppsala statt.

## Sieger und Platzierte
| Disziplin    | Gold                                     | Silber                               | Bronze                               |
| ------------ | ---------------------------------------- | ------------------------------------ | ------------------------------------ |
| Herreneinzel | Kok Jing Hong                            | Yeoh Seng Zoe                        | Korakrit Laotrakul                   |
| Herreneinzel | Kok Jing Hong                            | Yeoh Seng Zoe                        | Kai Schäfer                          |
| Dameneinzel  | Pitchamon Opatniput                      | Pornpicha Choeikeewong               | Nur Insyirah Khan                    |
| Dameneinzel  | Pitchamon Opatniput                      | Pornpicha Choeikeewong               | Thamonwan Nithiittikrai              |
| Herrendoppel | Danny Bawa Chrisnanta Andy Kwek          | Chia Wei Jie Low Hang Yee            | Yee Jun Chang Yap Roy King           |
| Herrendoppel | Danny Bawa Chrisnanta Andy Kwek          | Chia Wei Jie Low Hang Yee            | Ruttanapak Oupthong Sirawit Sothon   |
| Damendoppel  | Chasinee Korepap Jhenicha Sudjaipraparat | Johanna Magnusson Clara Nistad       | Iben Bergstein Ann-Sofie Husher Ruus |
| Damendoppel  | Chasinee Korepap Jhenicha Sudjaipraparat | Johanna Magnusson Clara Nistad       | Christine Busch Amalie Schulz        |
| Mixed        | Anton Kaisti Alžběta Bášová              | Kristian Kræmer Amalie Cecilie Kudsk | Rasmus Espersen Christine Busch      |
| Mixed        | Anton Kaisti Alžběta Bášová              | Kristian Kræmer Amalie Cecilie Kudsk | Ruttanapak Oupthong Chasinee Korepap |